# エマ・ティルマン
エマ・ティルマン（Emma Tillman, 1892年11月22日 - 2007年1月28日）は、長寿世界一であったアメリカの女性。ノースカロライナ州生まれで、後にコネチカット州に移った。
23人兄弟の一人である。兄弟姉妹の何人かは乳幼児のうちに亡くなっているが、エマを除く4人は100歳過ぎまで生きた。110歳まで一人暮らしをしていた。
2006年12月に全米で最長寿となり、2007年1月18日にカナダのジュリー・ウィンフレッド・バートランドの死去により長寿世界一の女性となった。同年1月24日、プエルトリコの男性エミリアーノ・メルカド・デル・トロの死去により長寿世界一の人物となった。
同年1月28日、114歳と67日で死去。彼女が長寿世界一の座にあったのはわずか4日間であった。これは確実な記録の残る1955年以降、長寿世界一だった期間が最も短かった記録である。